# Christus Koningkerk (Waterschei)
De Christus Koningkerk is een zogeheten mijnkathedraal gelegen aan Duinenlaan 2 in de tuinwijk van Waterschei, nabij de steenkoolmijn.

## Geschiedenis
De kerk werd in 1923-1925 gebouwd naar een ontwerp van Gaston Voutquenne in samenwerking met Jean Reumers (Bree 1893 - Genk 1976) die als architect in dienst was van de mijn van Waterschei. Het betreft een kruiskerk in gele baksteen, met een opvallend slanke hoge, aangebouwde  toren die bekroond wordt door een koepel. De kerk bezit een betonnen skelet.
Het koor, de altaren en de twee ambonen zijn uitgevoerd in rose en zwart marmer. Het doopvont, de beelden en de marmeren preekstoel werden vervaardigd in de werkplaatsen van de Abdij van Maredsous. De glas-in-loodramen beelden de belangrijkste kerkelijke feesten, en episoden uit het leven van Jezus uit.
In 2002 werd deze kerk geklasseerd als beschermd monument.

## Galerij

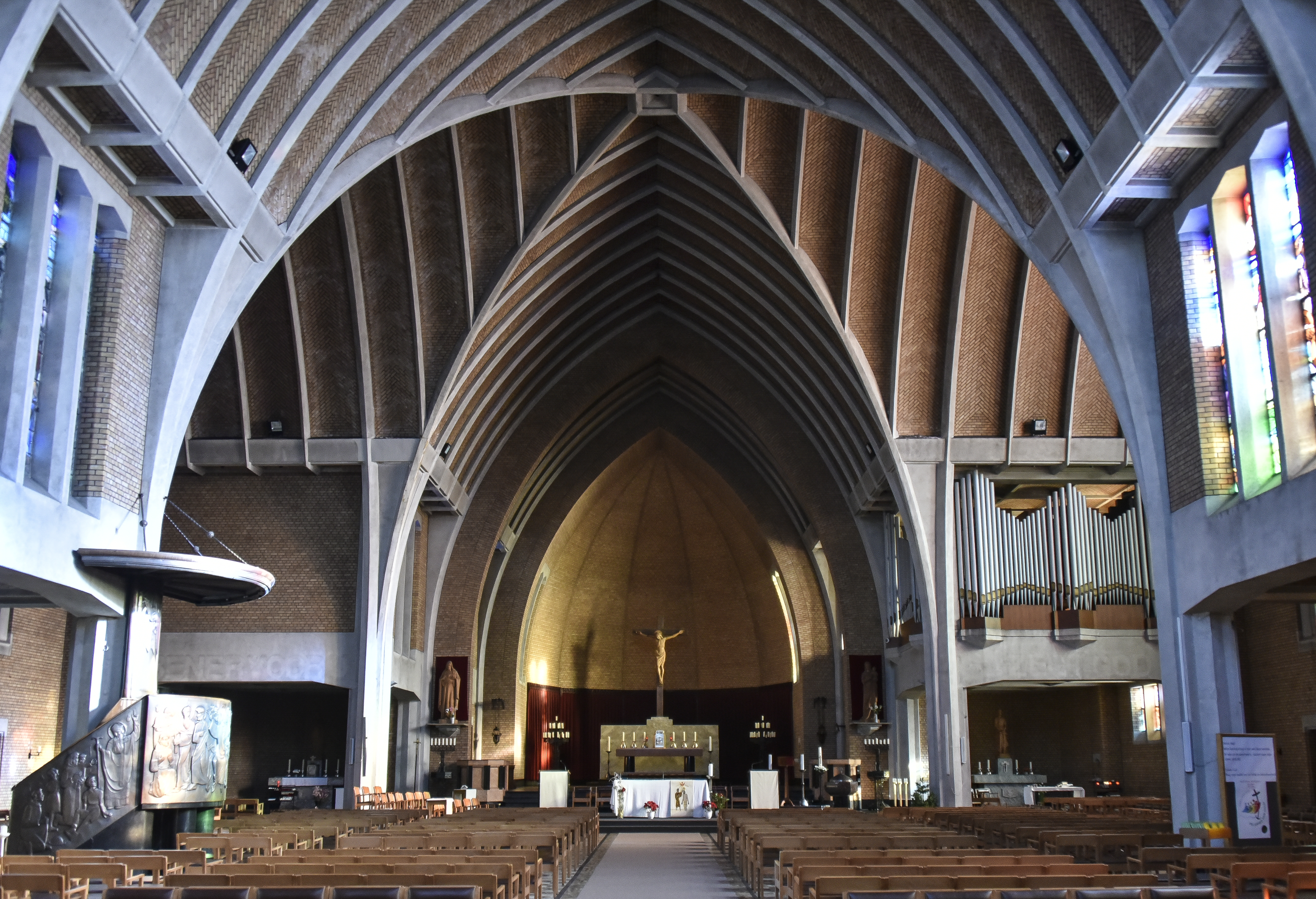
Het schip
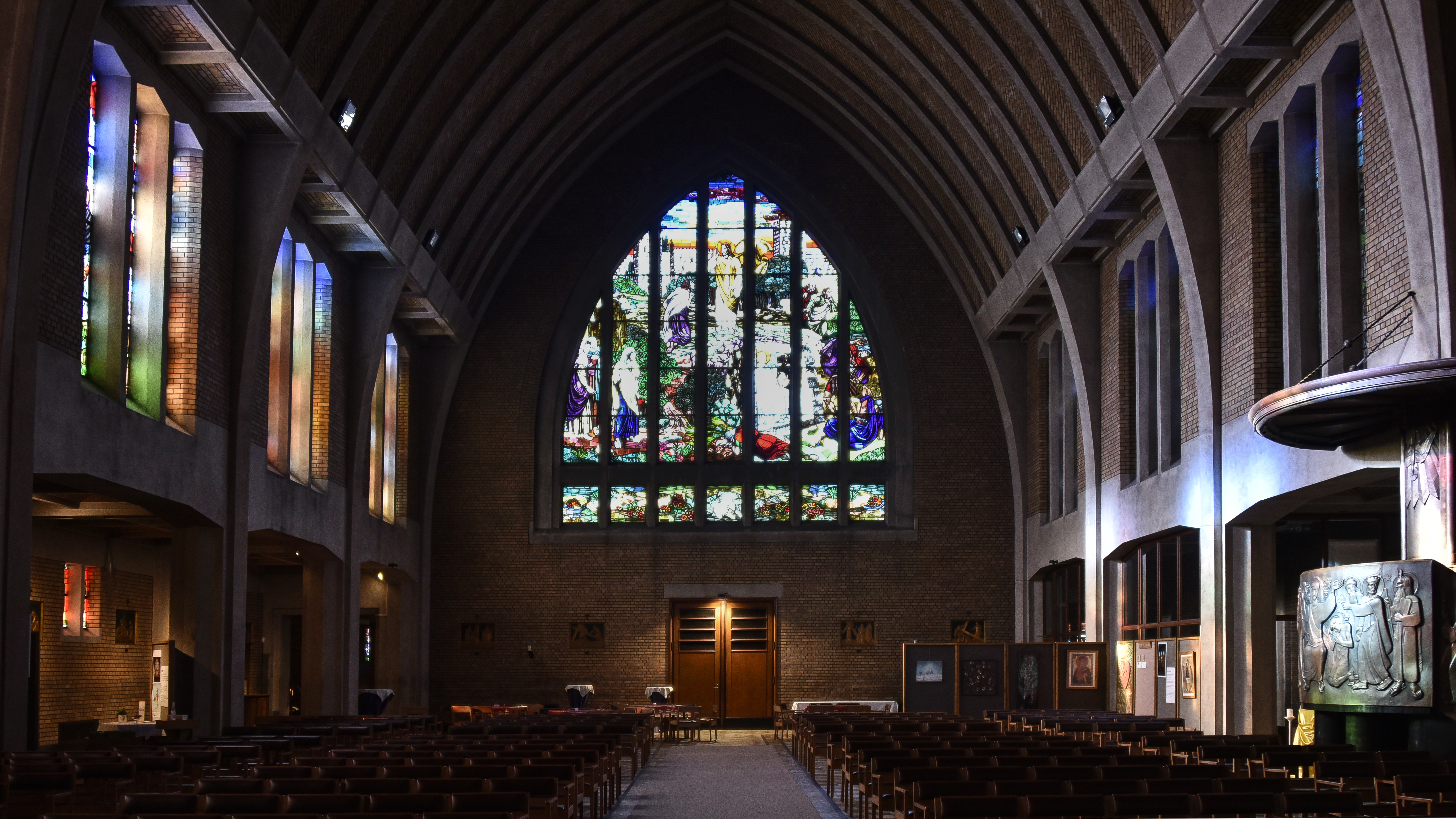
Achterzijde